# Teresa Peramato Martín
Teresa Peramato Martín (Salamanca, Provincia de Salamanca, 12 de noviembre de 1962) es una jurista española. Desde enero de 2025 ocupa el cargo de Fiscal de Sala Jefa de la Sección Penal del Tribunal Supremo.

## Biografía
Licenciada en Derecho por la Universidad de Salamanca, Peramato ingresó en la Carrera Fiscal en 1989. Ha ocupado destinos en las fiscalías de las audiencias provinciales de Tenerife y Valladolid, y en las fiscalías de los Tribunales Superiores de Justicia de Cataluña y Madrid. Ha sido Fiscal Delegada de la Jefatura de la Fiscalía del Tribunal Superior de Justicia de Madrid para la Sección de Violencia sobre la Mujer y Fiscal Adscrita a la Fiscal de Sala Contra la Violencia sobre la Mujer de la Fiscalía General del Estado, así como fiscal ante el Tribunal Constitucional.
Está considerada como una de las mayores expertas en lucha contra la Violencia sobre la Mujer de España.
En enero de 2025 fue nombrada fiscal de Sala jefa de la Sección Penal de la Fiscalía del Tribunal Supremo.
Fue miembro del Grupo de Expertos del Observatorio Estatal de Violencia sobre la Mujer que elaboró su Primer Informe Anual. 
Es la actual presidenta de la Unión Progresista de Fiscales, mandato en el que se ha manifestado a favor de un incremento de la autonomía del Ministerio Público.
Es autora de diversos artículos en materia de Familia, Violencia sobre la Mujer e Identidad Sexual.

## Estado de alarma de 2020
En el marco de las restricciones establecidas por el estado de alarma decretado con motivo de la pandemia global de COVID-19, Teresa Peramato expresó que, aunque recogida en el artículo 226 del Código Penal, la eventual responsabilidad penal de los padres por el absentismo escolar de sus hijos derivado de la situación sanitaria debía ser el último recurso de las autoridades, pues esta estaba restringida a situaciones especialmente graves.

## Reconocimientos
- 2010 - Condecorada con la Orden del mérito policial.[23]
- 2016 - Recibió  la Orden del mérito de la Guardia Civil.[24]

- 2018 - Recibió el Premio Igualdad Alicia Salcedo de Ilustre Colegio de Abogados de Oviedo.[25]
- 2021 - Recibió el Premio Igualdad Beatriz Galindo del Ilustre Colegio de Abogados de Salamanca.[26]
- 2021 - Ha recibido uno de los galardones otorgados por el Ministerio de Igualdad para conmemorar el Día Internacional de la Eliminación de la Violencia contra la Mujer, 25-N.

## Libros
Peramato Martín, Teresa; Polo García, Susana; España. Consejo General del Poder Judicial; Centro de Documentación Judicial; Escuela Judicial; España. (2007). Aspectos procesales y sustantivos de la Ley Orgánica 1/2004. Consejo General del Poder Judicial, Centro de Documentación Judicial.
Peramato Martín, Teresa (2013). Desigualdad por razón de orientación sexual e identidad de género, homofobia y transfobia. Thomson Reuters-Aranzadi.